# Tribunal Regional Eleitoral do Distrito Federal
O Tribunal Regional Eleitoral do Distrito Federal é um órgão da Justiça Eleitoral. O Tribunal tem competência para julgar, originariamente ou mediante recursos, litígios de natureza eleitoral, no âmbito do Distrito Federal.
O Tribunal Regional Eleitoral do Distrito Federal possui a sua sede administrativa na Praça Municipal, Quadra 2, Lote 6, onde são realizadas as sessões plenárias.
O TRE-DF possui 21 zonas eleitorais e seis postos eleitorais. O atendimento ao eleitor é feito nos cartórios. Em novembro de 2015 o TRE-DF recebeu o certificado ISO 9001 que atesta a qualidades dos serviços prestados pelas organizações .

## Principais atribuições do TRE-DF
- Planejamento e coordenação do processo eleitoral em âmbito estadual e municipal;
- Julgamento de recursos interpostos das decisões dos Juízes e Juntas Eleitorais do Estado, bem como os processos originários e administrativos do próprio Tribunal;
- Registro de candidatos aos cargos de Governador, Senador, Deputado Estadual e Federal, assim como a análise das contas por eles prestadas ao fim das campanhas;
- Análise das prestações de contas anuais dos órgãos regionais dos partidos políticos;
- Elaboração de um calendário para veiculação regional da propaganda político-partidária;
- Anotação e cancelamento dos diretórios estaduais e municipais dos partidos políticos;
- Designação dos Juízes titulares das 351 Zonas Eleitorais do Estado de Minas Gerais;
- Gerenciamento do cadastro de eleitores mineiros.

## História

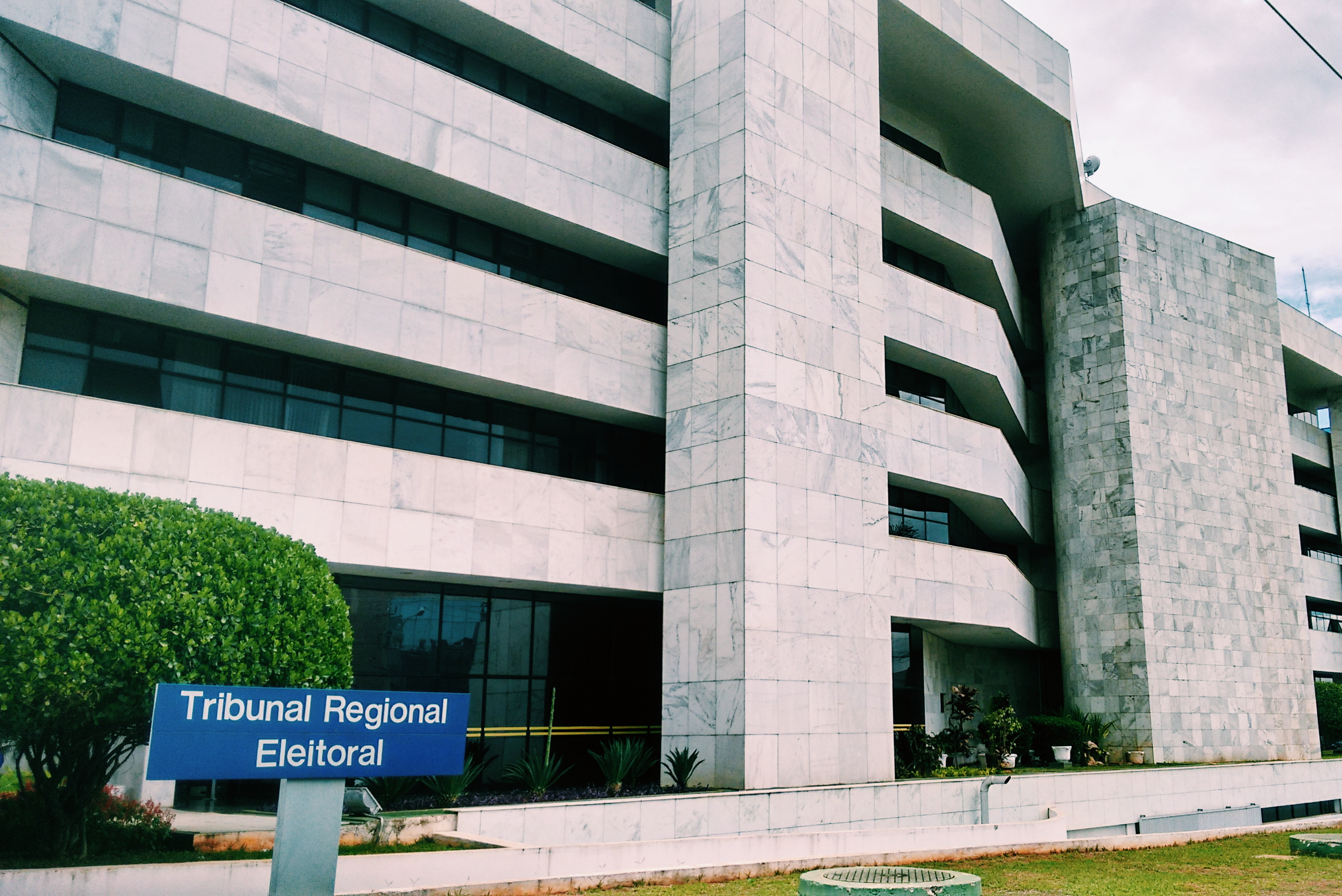
Edifício-sede do TRE-DF na Praça Municipal

Em 14 de abril de 1960 a Lei 3.754  que dispôs sobre a Organização Judiciária do Distrito Federal para anteceder a mudança da capital do país do Rio de Janieor para Brasília, ocorrida em 21 de abril de 1960.
O TRE-DF ficou sob jurisdição do Tribunal Regional Eleitoral de Goiás até sua instalação em 06 de setembro de 1960. O presidente Juscelino Kubitschek foi um dos primeiros habitantes a transferir seu título para Brasília , onde obteve domicílio eleitoral em 3 de agosto de 1960. 
Após um mês de sua instauração o TRE-DF organizou sua primeira eleição presidencial em 3 de outubro de 1960, além de ser o responsável pela votação nos estados de Rondônia, Roraima, Amapá e Acre. Com a instauração da ditadura militar em 1964, o TRE-DF viveu um período de inércia eleitoral que durou até a Emenda Constitucional nº 25 , que restabeleceu as eleições diretas e instaurou as eleições para governador, senadores e deputados federais e estaduais no Distrito Federal.

## Composição
O TRE-DF é formado por sete membros titulares e respectivos substitutos, que atuam como desembargadores eleitorais. O tribunal é composto por dois juízes dentre os desembargadores do TRE-DF e por dois juízes, dentre juízes de direito, escolhidos mediante eleição, por voto secreto pelo Tribunal de Justiça do Distrito Federal. 
Também fazem parte do órgão um juiz dentre os desembargadores do Tribunal Regional Federal da 1° Região e dois juízes escolhidos por nomeação pelo Presidente da República. Composição Atual:

### Membros da Corte Titulares
- Presidente: Desembargador Eleitoral Romão C. Oliveira
- Vice-Presidente e Corregedor Regional Eleitoral: Desembargador Eleitoral Cruz Macedo
- Desembargador Eleitoral: Ítalo Fiovaranti Sabo Mendes
- Desembargador Eleitoral: James Eduardo Oliveira
- Desembargador Eleitoral: César Loyola
- Procuradora Regional Eleitoral: Valquíria Oliveira Quixadá Nunes

### Membros da Corte Substitutos
- Desembargador Eleitoral: Humberto Adjuto Ulhôa
- Desembargador Eleitoral: José Jacinto Costa Carvalho
- Desembargador Eleitoral: Sandoval Gomes de Oliveira
- Desembargador Eleitoral: Eduardo Löwenhaupt da Cunha
- Desembargador Eleitoral: Telson Luis Cavalcanti Ferreira
- Desembargador Eleitoral: Daniel Paes Ribeiro
- Desembargador Eleitoral: Esdras Neves Almeida
- Procurador Regional Eleitoral: José Alfredo de Paula Silva

## Missão, Visão e Valores

### Missão
Garantir a legitimidade do processo eleitoral.

### Visão
Consolidar-se como instituição cidadã, imparcial, eficiente e eficaz na gestão do processo eleitoral realizado no Distrito Federal e no exterior.

### Valores
- Respeito: Aceitação das diferenças entre as pessoas.
- Imparcialidade: Abster-se de tomar partido.
- Ética: Adotar comportamento voltado para o bem e a moralidade.
- Transparência: Acessibilidade e publicidade dos atos, ações e informações institucionais.
- Comprometimento: Dedicação e envolvimento no desempenho das atividades institucionais.
- Responsabilidade Socioambiental: Promoção da conscientização política e socioambiental com a adoção de práticas sustentáveis.
- Inovação: Estímulo à criatividade e à busca e aplicação de soluções diferenciadas.
- Humanização: Valorização da condição humana nas relações pessoais e profissionais.

## Corregedoria Regional Eleitoral

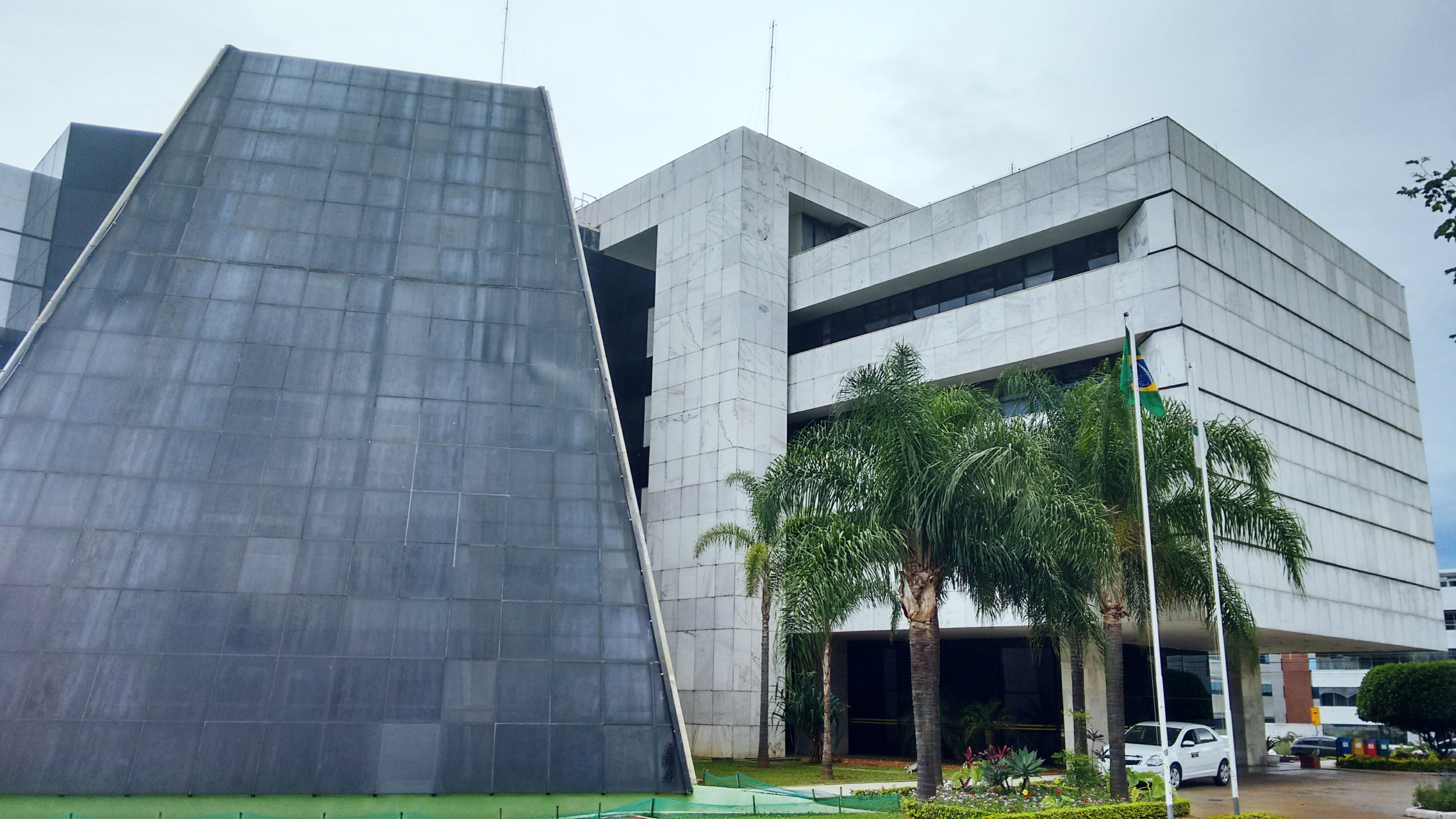
Vista da entrada do edifício-sede do TRE-DF

A Corregedoria Regional Eleitoral do Distrito Federal (CRE/DF) é uma unidade do TRE-DF responsável pela fiscalização da regularidade dos serviços eleitorais em todo o Distrito Federal e no Exterior. A CRE/DF cumpre as normas regulamentadoras pela Corregedoria Geral Eleitoral, repassando-as aos Cartórios Eleitorais, de acordo com a Resolução 7.651/65 do Tribunal Superior Eleitoral , com o Regimento Interno do TRE/DF  e com a Resolução nº 6.404/2008 .
O desembargador Cruz Macedo atua como vice-presidente e corregedor regional eleitoral.

## Ouvidoria
A Ouvidoria do TRE-DF foi criada em 2005 para atuar como canal permanente de comunicação entre o cidadão e as unidades da Justiça Eleitoral do Distrito Federal. A unidade é regulamentada pela Resolução nº 7001/2010  e registra uma média de 30 mil atendimentos por semestre .